# Обыкновенный ураспис
Обыкновенный ураспис (лат. Uraspis uraspis) — вид лучепёрых рыб из семейства ставридовых. Широко распространены в тропических и тёплых умеренных водах Индо-Тихоокеанской области. Максимальная длина тела 28 см. Морские бентопелагические рыбы. Обитают в прибрежных водах на глубине до 130 м. Имеют местное промысловое значение.

## Описание
Тело удлинённое, овальной формы, немного сжато с боков. Высота тела составляет 43,9—49,3 % стандартной длины тела. Верхний и нижний профили тела немного выпуклые, сходны по форме. Рыло закруглённое. Окончание верхней челюсти доходит до вертикали, проходящей через начало или середину глаза. Зубы на обеих челюстях мелкие, заострённые, конической формы, обычно немного загнутые назад; расположены в один или два ряда. Нет зубов на сошнике, нёбе и языке. На первой жаберной дуге 18—22 жаберные тычинки (включая рудиментарные), из них на верхней части 5—7, а на нижней части 13—16 жаберных тычинок. Два спинных плавника. В первом спинном плавнике 8 коротких тонких жёстких лучей (последние 2—3 луча скрыты под кожей и не видны у крупных особей), а во втором — 1 жёсткий и 25—30 мягких лучей. В анальном плавнике 1 колючий и 17—22 мягкий луч, перед плавником расположены 2 колючки (скрыты под кожей и почти незаметны). Грудные плавники очень длинные у молоди, серповидной формы; по мере роста рыб их относительная длина уменьшается; в прижатом состоянии окончание плавника доходит до точки перехода выгнутой части боковой линии в прямую. Боковая линия делает высокую дугу в передней части, а затем идёт прямо до хвостового стебля. Длина хорды выгнутой части боковой линии немного превышает длину прямой части. В выгнутой части 61—82 чешуй; в прямой части 36—49 костных щитков. У особей мельче 20 см некоторые шипики на щитках направлены вперёд, количество таких шипиков снижается по мере роста рыб. Нижняя часть груди до начала брюшных плавников без чешуи и соединяется по диагонали с голым участком у оснований грудных плавников. Хвостовой плавник раздвоенный. Позвонков: 10 туловищных и 14 хвостовых.
Верхняя часть тела от серебристо-синего до серебристо-голубовато-зелёного цвета; нижняя часть тела — серебристо-белая. Голова серебристая с зеркальным оттенком. Язык, нёбо и низ рта белые или кремовые, остальная часть рта тёмно-синяя. У молоди, а иногда и у взрослых особей по бокам тела проходят 6—7 вертикальных полос тёмно-синего цвета; ширина полос в два раза превышает расстояние между полосами; полосы более выражены ниже боковой линии. Первый спинной плавник чёрный. Мягкие части второго спинного и анального плавников гиалиновые с тёмной окантовкой. У особей длиной от 8 до 13 см брюшные плавники беловатые и тёмной задней частью; у более крупных особей плавники становятся полностью беловатыми. Грудные плавники гиалиновые. Хвостовой плавник бледный с более тёмными краями.
Максимальная длина тела — 28 см.

## Биология
Морские бентопелагические рыбы. Обитают над континентальным шельфом на глубине от 20 до 130 м. Образуют небольшие стаи. Питаются эпибентосом: ракообразные и головоногие.

## Ареал
Широко распространены в Индо-Тихоокеанской области от Красного моря и Персидского залива до Индии и Шри-Ланка и далее на восток до Индонезии, Папуа-Новая Гвинея, Филиппин и Таиланда; на север до юга Японии и островов Рюкю; на юг до севера Австралии и Новая Каледония. Обнаружены у берегов Южной Африки (залива Алгоа) и Реюньона. В центральной части Тихого океана встречаются у Гавайских островов.